# Scotogramma fieldi
Scotogramma fieldi là một loài bướm đêm trong họ Noctuidae.